# Сурово (Иркутская область)
Сурово — упразднённое село в Жигаловском районе Иркутской области России. Входило в состав Коношановского муниципального образования. Упразднено в 2004 году.

## География
Располагалась на левом берегу реки Лена ниже впадения в неё реки Илиньга у острова Денисовский, в 15 км к северо-востоку от деревни Головское.

## История
По данным на 1926 год село состояло из 34 хозяйств. В административном отношении являлось центром Суровского сельсовета Жигаловского района Иркутского округа Сибирского края.
Постановлением губернатора Иркутской области от 2 декабря 2004 года № 62-оз село исключено из учётных данных.

## Население
По данным переписи 1926 года в селе проживало 228 человек (102 мужчины и 116 женщин), основное население — русские.
По данным переписи 2002 года в селе проживало три жителя.